# روب ويثوف
روبرت ألين ويثوف (بالإنجليزية: Rob Wiethoff)‏ هو ممثل وممثل صوتي سابق أشتهر بأداءه الصوتي والحركي لشخصية جون مارستون بطل لعبة ريد ديد ريدمبشن 1 أحد أعضاء عصابة داتش فاند دير ليند في لعبة ريد ديد ريدمبشن 1 و ريد ديد ريدمبشن 2 و ريد ديد ريدمبشن أنديد نايتمار وحاصل على عدة جوائز.

## حياته السابقة
ولد روبرت في 15 سبتمبر 1976 في سيمور بولاية إنديانا، كان والد روبرت طبيبًا، التحق روبرت بجامعة إنديانا وأكمل شهادة في الدراسات العامة.